# Tragidion armatum
Tragidion armatum är en skalbaggsart som beskrevs av Leconte 1858. Tragidion armatum ingår i släktet Tragidion och familjen långhorningar. Inga underarter finns listade i Catalogue of Life.